# Olympische Sommerspiele 1972/Schwimmen – 200 m Brust (Männer)
Der Schwimmwettkampf über 200 Meter Brust der Männer bei den Olympischen Spielen 1972 in München wurde am 2. September ausgetragen.

## Ergebnisse

### Vorläufe

#### Vorlauf 1
| Rang | Athlet              | Nation     | Zeit (min) | Anm. |
| ---- | ------------------- | ---------- | ---------- | ---- |
| 1    | Klaus Katzur        | DDR        | 2:26,32    | Q    |
| 2    | Bill Mahony         | Kanada     | 2:26,71    |      |
| 3    | Roger-Philippe Menu | Frankreich | 2:30,05    |      |
| 4    | Guðjón Guðmundsson  | Island     | 2:32,40    |      |
| 5    | Sokhon Yi           | Kambodscha | 2:34,77    |      |
| 6    | János Tóth          | Ungarn     | 2:37,40    |      |

#### Vorlauf 2
| Rang | Athlet           | Nation      | Zeit (min) | Anm. |
| ---- | ---------------- | ----------- | ---------- | ---- |
| 1    | Nobutaka Taguchi | Japan       | 2:23,45    | Q    |
| 2    | Felipe Muñoz     | Mexiko      | 2:25,99    | Q    |
| 3    | Pedro Balcells   | Spanien     | 2:29,29    |      |
| 4    | Robert Stoddart  | Kanada      | 2:30,08    |      |
| 5    | Cezary Śmiglak   | Polen       | 2:34,51    |      |
| 6    | Morkal Faruk     | Türkei      | 2:43,69    |      |
| 7    | Piero Ferracuti  | El Salvador | 2:45,73    |      |

#### Vorlauf 3
| Rang | Athlet             | Nation         | Zeit (min) | Anm. |
| ---- | ------------------ | -------------- | ---------- | ---- |
| 1    | David Wilkie       | Großbritannien | 2:24,54    | Q    |
| 2    | Walter Kusch       | BR Deutschland | 2:26,43    | Q    |
| 3    | Steffen Kriechbaum | Österreich     | 2:30,09    |      |
| 4    | Malcolm O’Connell  | Großbritannien | 2:31,21    |      |
| 5    | Jean-Pierre Dubey  | Schweiz        | 2:31,56    |      |
| 6    | Gustavo Salcedo    | Mexiko         | 2:32,81    |      |
| 7    | Osvaldo Boretto    | Argentinien    | 2:31,84    | DSQ  |

#### Vorlauf 4
| Rang | Athlet              | Nation             | Zeit (min) | Anm. |
| ---- | ------------------- | ------------------ | ---------- | ---- |
| 1    | Rick Colella        | Vereinigte Staaten | 2:25,40    | Q    |
| 2    | Wladimir Kossinski  | Sowjetunion        | 2:28,00    |      |
| 3    | Angel Tschakarow    | Bulgarien          | 2:30,27    |      |
| 4    | Andreas Hellmann    | BR Deutschland     | 2:32,60    |      |
| 5    | Liam Ball           | Irland             | 2:33,47    |      |
| 6    | Nigel Johnson       | Großbritannien     | 2:34,37    |      |
| 7    | Karl Christian Koch | Dänemark           | 2:38,47    |      |

#### Vorlauf 5
| Rang | Athlet            | Nation             | Zeit (min) | Anm. |
| ---- | ----------------- | ------------------ | ---------- | ---- |
| 1    | Igor Tscherdakow  | Sowjetunion        | 2:26,21    | Q    |
| 2    | Brian Job         | Vereinigte Staaten | 2:26,91    |      |
| 3    | José Sylvio Fiolo | Brasilien          | 2:30,21    |      |
| 4    | Rainer Hradetzky  | DDR                | 2:32,48    |      |
| 5    | Amman Jaalmani    | Philippinen        | 2:33,54    |      |
| 6    | Michele Di Pietro | Italien            | 2:36,49    |      |

#### Vorlauf 6
| Rang | Athlet            | Nation             | Zeit (min) | Anm. |
| ---- | ----------------- | ------------------ | ---------- | ---- |
| 1    | John Hencken      | Vereinigte Staaten | 2:24,88    | Q    |
| 2    | Nikolai Pankin    | Sowjetunion        | 2:26,71    |      |
| 3    | Paul Jarvie       | Australien         | 2:27,83    |      |
| 4    | Mike Whitaker     | Kanada             | 2:33,47    |      |
| 5    | Rudi Vingerhoets  | Belgien            | 2:36,89    |      |
| 6    | Gregor Betz       | BR Deutschland     | 2:36,96    |      |
| 7    | Alfredo Hunger    | Peru               | 2:37,20    |      |
| 8    | Alejandro Cabrera | El Salvador        | 2:56,60    |      |

### Finale
| Rang | Athlet           | Nation             | Zeit (min) | Anm. |
| ---- | ---------------- | ------------------ | ---------- | ---- |
| 1    | John Hencken     | Vereinigte Staaten | 2:21,55    | WR   |
| 2    | David Wilkie     | Großbritannien     | 2:23,67    |      |
| 3    | Nobutaka Taguchi | Japan              | 2:23,88    |      |
| 4    | Rick Colella     | Vereinigte Staaten | 2:24,28    |      |
| 5    | Felipe Muñoz     | Mexiko             | 2:26,44    |      |
| 6    | Walter Kusch     | BR Deutschland     | 2:26,55    |      |
| 7    | Igor Tscherdakow | Sowjetunion        | 2:27,15    |      |
| 8    | Klaus Katzur     | DDR                | 2:27,44    |      |